# Paraneetroplus
Paraneetroplus  — це невеликий рід цихлових з країн Центральної Америки.
Риби роду є ендеміками річок атлантичного схилу Мексики.
Рід налічує 4 види.
В цілому Paraneetroplus — високо-тілі цихліди, що ростуть до 15—35 см.

## Види
- Paraneetroplus bulleri Regan, 1905 — сарабійська цихліда
- Paraneetroplus gibbiceps (Steindachner, 1864) — теапська цихліда
- Paraneetroplus nebulifer (Günther 1860)
- Paraneetroplus omonti Allgayer 1988